# جعفر آباد (بخش مرکزی)
جعفرآباد، روستایی از توابع بخش مرکزی شهرستان بیجار در استان کردستان ایران است.

## جمعیت
این روستا در دهستان سیاه منصور قرار دارد و براساس سرشماری مرکز آمار ایران در سال ۱۳۸۵، جمعیت آن ۶۹۸ نفر (۱۶۵خانوار) بوده‌است.

## زبان و مذهب
حدود ۶۰ درصد ساکنان این روستا به کردی سورانی تکلم می‌کنند و ۴۰٪ اهالی نیز زبانشان ترکی آذربایجانی است. مذهب اهالی روستا شیعه، یارسان و سنی است.